# 德色赖托布
德色赖托布（1873年—1940年），又作德色赉托布、德色赉都布，字松坪，博爾濟吉特氏，蒙古族，昭乌达盟敖汉旗（今属内蒙古自治区赤峰市）人。中华民国初年、满洲国政治人物。

## 生平
清光绪十七年十月初十（1891年11月11日）凌晨，金丹道首领杨悦春率道徒攻占贝子府，随即在贝子府内登基称帝，并改贝子府为“开国府”。昭乌达盟盟长、固山贝子达克沁以下人等及贝子府附近蒙古族平民1000余人被金丹道杀害。达克沁的长孙、时年17岁的德色赖托布翻墙逃生，躲过一劫。
1912年中华民国成立后，德色赖托布任北京临时参议院议员，共和党党员。后来他又历任第一届、第二届国会参议院议员。1924年12月27日，昭乌达盟盟长苏珠克图巴图尔、帮办盟务德色赖托布因为“纵匪殃民”被中华民国临时政府執政段祺瑞免职，昭乌达盟盟长由巴林右翼旗札萨克扎噶尔继任。1931年，他曾参与敖汉南旗蒙古抗日联军。日本关东军攻占敖汉旗后，将其羁押于军法处达一年半才放回旗府。后來德色赖托布曾任昭乌达盟敖汉南旗札萨克和硕亲王，並曾以該身份在满洲国时期拜会郑孝胥。康德四年（1937年），原敖汉南旗併入敖漢旗，他的職務也被取消。康德七年（1940年）病死。德色赖托布无子，过继族侄鲍绳武袭位，但鲍绳武未及署理政務，敖漢旗便被納入中共解放區。